# Paola Molino
Paola Molino (Napoli, 11 agosto 1979) è una cantante e attrice teatrale italiana.

## Biografia
Ha iniziato la carriera a 9 anni cantando con il padre batterista, ha partecipato al programma Rai L'altra domenica.
Ha inciso il suo primo singolo nel 1978 partecipando come attrice e cantante in numerose sceneggiate napoletane e commedie musicali nei vari teatri della zona.
In super classifica al primo posto per sei mesi con il brano 'A vita mia a R.A.E.
Nel 1984 incide il suo primo album Era d'estate, distribuzione Durium, produzione Butterfly, con arrangiamenti di Franco Chiaravalle.
Deposita alla S.I.A.E. come autore e musicista non trascrittore incomincia a scrivere per se e per gli altri.
Nel 1985 arriva la collaborazione in qualità di voce solista con il cantante partenopeo Nino D'Angelo, nel brano Ciao amore, contenuto nell'album Eccomi qua (parte della colonna sonora del film Fotoromanzo (1986), diretto da Mariano Laurenti.
Successivamente collabora nuovamente con Nino D'Angelo nel brano Per sempre tua sarò, inserita nel film La ragazza del metrò (1988), diretto da Romano Scandariato, e nell'album Il cammino dell'amore.
Partecipa a vari concerti, tra cui il concerto di Nino D'Angelo al Palalido di Milano.
Nel 1990 incide un album con la P. Parcheggio e Gaetano Risi, Bella sta fiesta, con arrangiamenti di Franco e Valeriano Chiaravalle.
Con Maria Nazionale, Paola Mele e Franco Chiaravalle incide un nuovo CD, un medley di canzoni.
Partecipa a diverse puntate del Karaoke su Italia 1, con Fiorello e Fiorellino.
Partecipa con Maria Nazionale nella parte audio del film di Roberta Torre Tano da morire.
Nel 2000 incide Mille vase, prodotto e distribuito dall'etichetta napoletana Duck Record e registrato presso il Blue Sky Music Studio, con arrangiamenti di Mario Parise e un brano dell'autore Gianni Fiorellino.
Nel 2002 incide l'album Dolcemente, realizzato dalla Ves Record e distribuito dall'etichetta GS. Al suo interno è presente un duetto con Gianni Vezzosi in Cu' tte, con arrangiamenti Dario Stivala.
Nel 2004 incide l'album Silenzi, realizzato e distribuito dall'etichetta GS.
Partecipa a numerose tournée in Italia e all'estero, tra cui il tour in USA - New York, con Nico dei Gabbiani, Tony Colombo e Daniel Sax.
Nel 2010 incide il CD In... persona, con l'etichetta Seamusica, contenente brani di Gianni Fiorellino, Gianni Vezzosi e anche Tammorre del maestro Ausiello.
Nel 2014 incide Al cuore, canzone contro la violenza sulle donne, scritta e arrangiata da Gianni Fiorellino. Incide anche la versione spagnola Al Alma.

## Discografia

### Album in studio
- 1984 – Era d'estate (Durium)
- 1990 – Bella sta fiesta (P. Parcheggio)
- 2000 – Mille vase (Duck Record)
- 2002 – Dolcemente (GS)
- 2004 – Silenzi (GS)
- 2010 – In... persona (Seamusica)

### Singoli
- 1982 – Nu mandolino miezz'o' vico (F. Ammaturo)
- 2014 – Al cuore (G. Fiorellino)
- 2014 – Al alma (G. Fiorellino)

### Colonne sonore
- 1986 – Fotoromanzo, regia di Mariano Laurenti
- 1988 – La ragazza del metrò, regia di Romano Scandariato